# Белоусов, Георгий Александрович
Гео́ргий Алекса́ндрович Белоу́сов (род. 26 декабря 1990, Коркино, Челябинская область) — российский хоккеист, нападающий.

## Карьера
Воспитанник «Трактора». Выступал за дубль челябинского клуба с 2006 по 2008 год, после чего перешёл в «Южный Урал». По ходу сезона 2008/09 также защищал цвета медногорского «Металлурга». Летом 2009 года перешёл в «Витязь» и 5 сентября того же года дебютировал в Молодёжной хоккейной лиге за «Русских Витязей». В первом же матче форвард отдал передачу, с которой Максим Картошкин поразил ворота «Алмаза».
В следующей игре (вновь против «Алмаза») Белоусов отдал 2 голевых передачи (на Артемия Панарина и Петра Копытцова).
С 16 по 20 сентября в 4 матчах против МХК «Динамо» и «Красной Армии» Белоусов набрал 8 очков (5 заброшенных шайб и 3 голевые передачи), после чего был переведён из молодёжной команды и 22 сентября в матче с рижским «Динамо» впервые сыграл в Континентальной хоккейной лиге, вновь (как и в МХЛ) отметив дебют голевой передачей (на этот раз — Глебу Клименко).
До лета 2012 года нападающий продолжал выступать одновременно в КХЛ и МХЛ, а 14 сентября 2012 года дебютировал в Высшей хоккейной лиге за «Кубань» и забросил шайбу в ворота «Сарыарки».
По ходу сезона 2013/14 Георгий Белоусов перешёл в «Нефтехимик», а также выступал за клубы ВХЛ «Титан» и «Молот-Прикамье». Летом 2014 года форвард стал игроком вернувшейся в Континентальную хоккейную лигу «Лады». В сезоне 2017/18 Белоусов стал лучшим бомбардиром «Лады». В межсезонье 2018 покинул клуб, когда «Лада» была исключена из КХЛ и вынуждена вернуться в ВХЛ. В мае 2018 подписал двухлетний контракт с «Автомобилистом». В 2022 «Автомобилист» продлил контракт с Белоусовым ещё на два года. В 2023 Белоусов покинул клуб по истечении срока контракта.
В сентябре 2023 года «Сибирь» объявила о подписании однолетнего контракта с Белоусовым. В апреле 2024 года контракт был продлён еще на один сезон. 31 мая 2025 года «Сибирь» объявила о завершении контракта с Белоусовым.

## Статистика
| Легенда | Легенда                    | Легенда | Легенда                   | Легенда | Легенда    |
| ------- | -------------------------- | ------- | ------------------------- | ------- | ---------- |
| И       | Количество проведённых игр | Штр     | Штрафное время            | +/−     | Плюс-минус |
| Г       | Голы                       | П       | Голевые передачи          | О       | Очки       |
| -       | Статистика неизвестна      | —       | Статистика не учитывалась |         |            |